# Беспосадочный перелёт Севастополь — Москва
Беспосадочный перелёт Севастополь — Москва — беспосадочный перелёт, совершённый советским лётчиком-испытателем — Ю. И. Пионтковским на двухместном лёгком самолёте (аэроплане) АИР-1 (авие́тке или авиамотоциклетке АИР).

## История

Ю. И. Пионтковский в кабине самолета АИР-1, у крыла — механик А.А. Демешкевич. Впереди Пионтковского (на месте Яковлева — дополнительный топливный бак).

Полёт состоялся 19 июля 1927 года, за 15 часов 30 минут было преодолено расстояние в 1 420 километров.
Было установлено два мировых рекорда: дальности и продолжительности полёта для лёгких самолётов.
Это были неофициальные рекорды, так как в то время Союз ССР не входил в Международную авиационную федерацию — FAI (Federation Aeronautique Internationale).

### Детали полёта
Самолёт АИР-1 из Москвы в Севастополь в составе летчика-испытателя Пионтковского и авиаконструктора А. С. Яковлева стартовал дважды: первый раз — 9 июня, неудачно из-за погодных условий, второй раз (через три дня) — удачно и самолёт приземлился в Севастополе (с промежуточной посадкой в Харькове).
Обратно Пионтковский полетел один. Вместо пассажира во второй кабине (впереди Пионтковского) — был установлен заготовленный еще в Москве дополнительный бак для бензина, который обеспечил беспосадочный полёт из Севастополя в Москву.

## Награды
- В награду за перелет Пионтковскому и Яковлеву выдали денежную премию и грамоты. Позже А. С. Яковлев, за хорошую конструкцию авиамотоциклетки, был зачислен слушателем в Военно-воздушную академию РККА.